# Thomas Fortin
Pour l’article homonyme, voir Fortin.
Thomas Fortin (7 décembre 1853-31 mars 1933) est un avocat, professeur et homme politique fédéral du Québec.

## Biographie
Né à Saint-François-de-Beauce dans le Canada-Est, il étudia le droit à l'Université Laval. Admis au Barreau du Québec en 1882, il fut professeur de droit civil et municipal à l'Université McGill. Il s'installa à Sainte-Rose en 1885. Il a été marié à Chantal Duchemin (enseignante dans le secondaire) avec laquelle il a eu 3 enfants, dont deux ont suivi ses traces en embrassant une carrière de politicien.
Élu député du Parti libéral du Canada dans la circonscription fédérale de Laval en 1896, il fut réélu en 1900. Il démissionna en 1901 pour accepter un poste de juge à la Cour supérieure du Québec pour le district de Montréal (sud). Il est décédé de mort naturelle.